# Alma (borg)

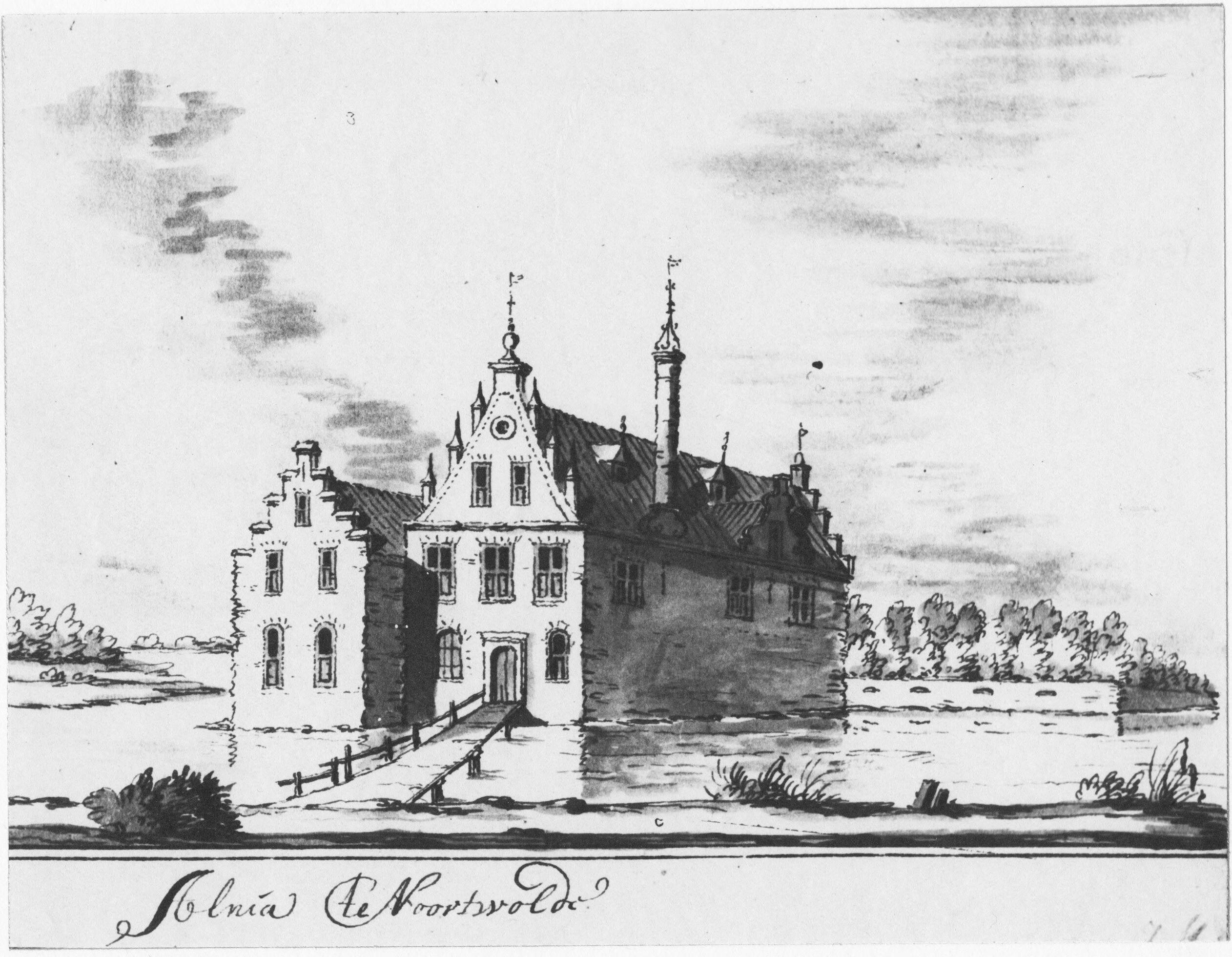
Tekening van de heerd door Jacobus Stellingwerf (18e eeuw, kopie van oudere tekening)

De Almaborg te Bedum was een borg in de provincie Groningen.
De buitenplaats Alma, een oude borg, aan de Wolddijk bij Bedum (Groningen, Nederland). Alma is een zeventiende-eeuwse borg met een nog oudere voorgeschiedenis die halverwege de achttiende eeuw wat is teruggebracht van formaat en omstreeks 1850 weer wat is vergroot en toen het huidige uiterlijk heeft gekregen. Een deel van de binnenmuren zal nog van voor 1600 zijn. De grote landbouwschuur, eraan vastgezet, is negentiende-eeuws.
Tegenwoordig ligt Alma te midden van 53 hectare eigen grond. Alma is nog deels omsingeld en omgracht. De oostgracht is echter gedempt en de zuid- en westsingel zijn geëgaliseerd.

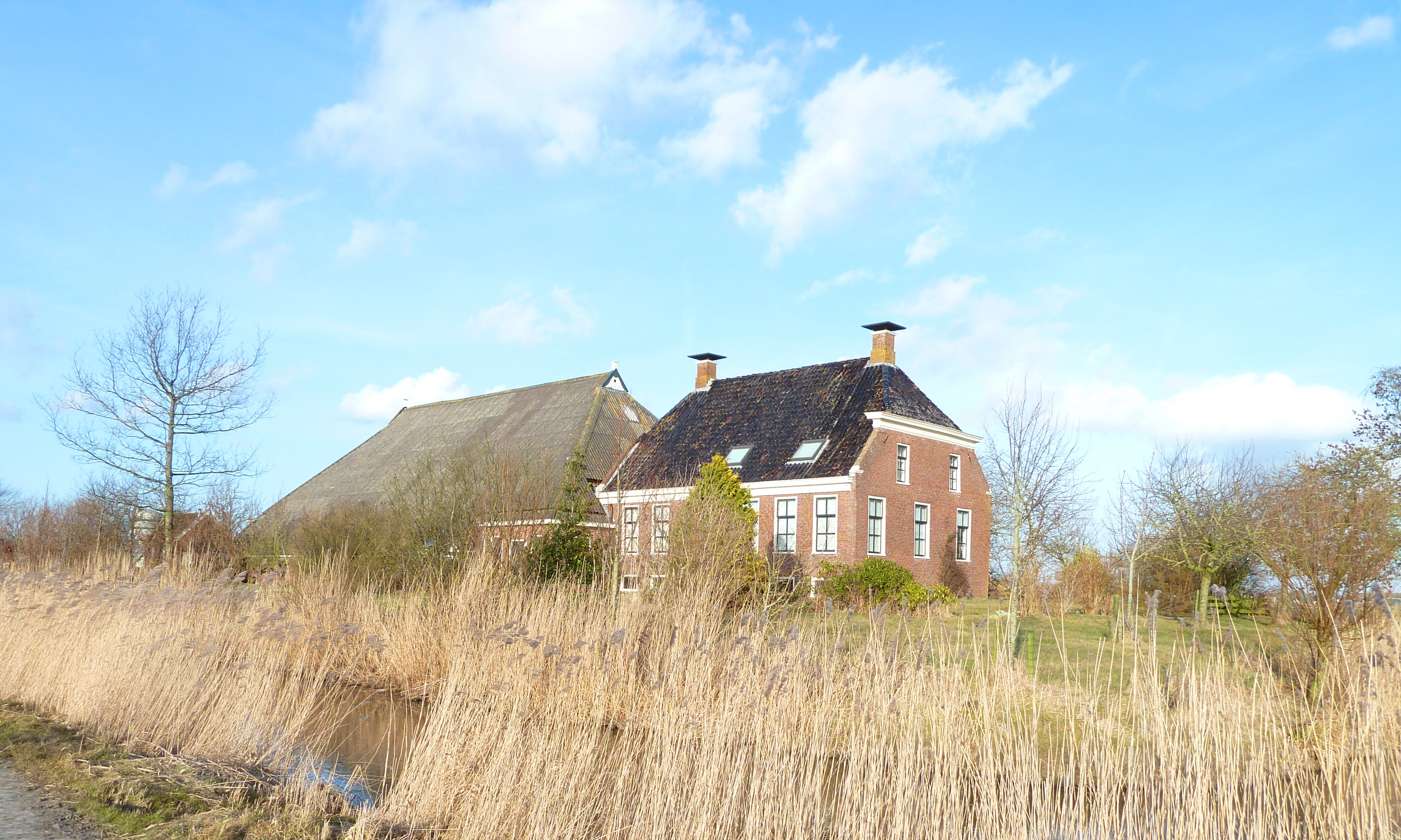
huidige boerderij
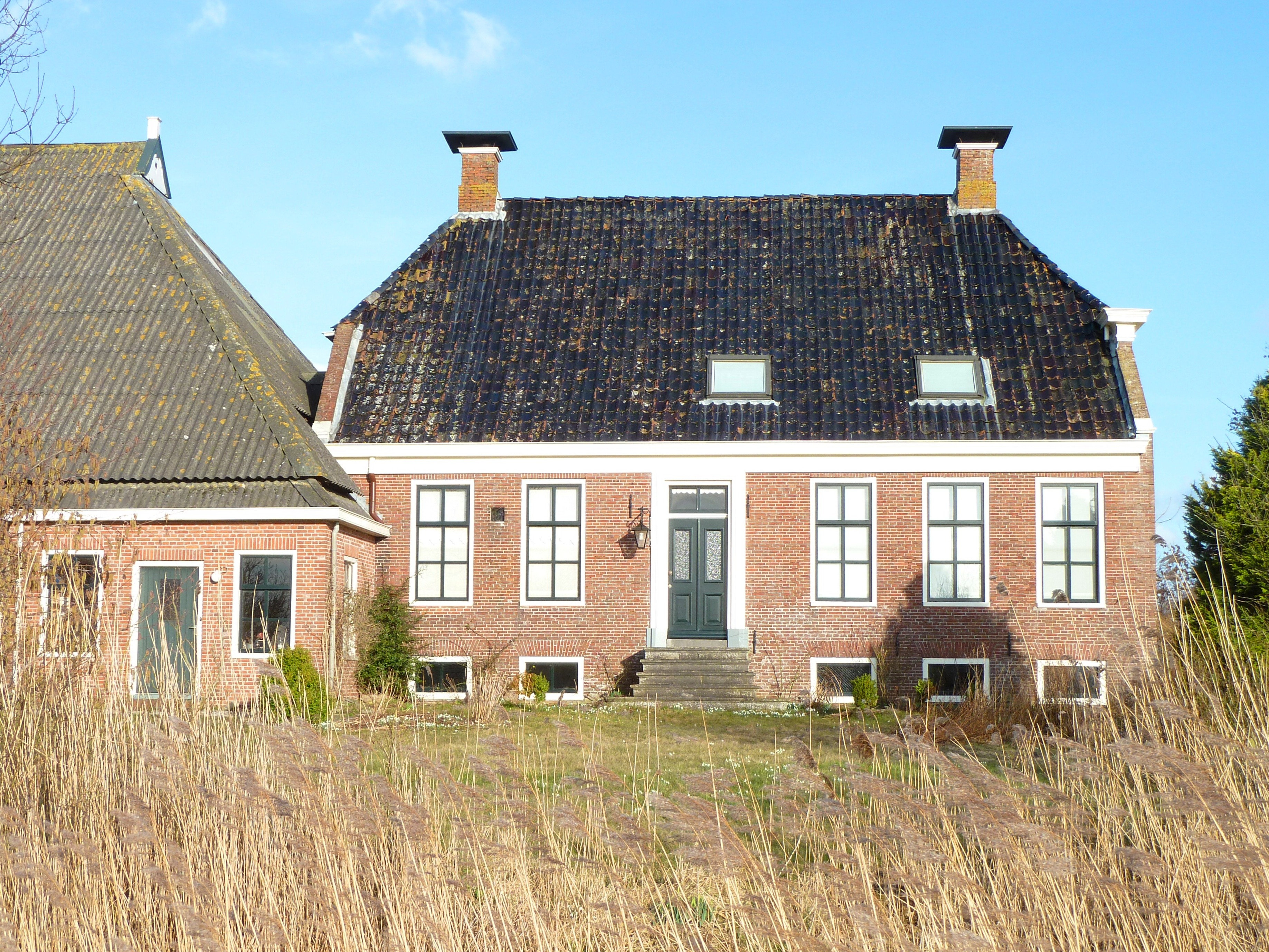
Zijkant voorhuis